# Ohr
Ohr  (en español: Oreja) fue una compañía discográfica alemana fundada en 1969 por el escritor y productor musical alemán Rolf-Ulrich Kaiser.
A pesar de su corta duración de la discográfica, La discográfica hizo materiales discográficos de artistas de talla internacional ligadas al rock progresivo. Al igual haciendo material para artistas que actualmente son de culto.
Algunos materiales de la discográfica Brain Records las ha reeditado de Ohr.

## Algunos artistas de la discográfica
- Amon Düül
- Ash Ra Tempel
- Flor de Cologne
- Mythos
- Witthüser & Westrupp
- Xhol Caravan